# Kisnémedi megállóhely
Kisnémedi megállóhely egy megszűnt Pest vármegyei vasúti megállóhely, az Aszód–Galgamácsa–Vácrátót-vasútvonalon, melyet a MÁV üzemeltetett a 2009. december 12-i bezárásáig, Váchartyán településen. A belterület keleti szélén, a Püspökszilágyra vezető 21 114-es út vasúti keresztezése mellett helyezkedett el, a névadó település központjától 3 kilométerre délnyugatra.

## Vasútvonalak
A megállóhelyet az alábbi vasútvonalak érintik:
- Aszód–Vácrátót-vasútvonal

## Kapcsolódó állomások
A vasúti megállóhelyhez az alábbi állomások vannak a legközelebb:
- Váckisújfalu megállóhely
- Vácrátót vasútállomás

## Megközelítés tömegközlekedéssel
- Helyközi busz:  315, 347, 348